# Marvelous
Marvelous Inc. (株式会社マーベラス, Kabushiki gaisha Māberasu, anciennement connu sous le nom de MarvelousAQL Inc. ou MAQL) est une société japonaise de développement de jeux vidéo et de production d'anime formé en octobre 2011 par la fusion de Marvelous Entertainment, AQ Interactive, et Liveware.

## Historique

Le précédent logo avant le changement de nom de l'entreprise en 2014.

L'annonce du 1er octobre 2011 à propos de la fusion de Marvelous Entertainment Inc., AQ Interactive, Inc. et de Liveware Inc. dans Marvelous AQL Inc. a été initialement proposée par Marvelous Entertainment Inc. et a pris effet le 10 mai 2011. Le plan rendrait Marvelous Entertainment Inc. la seule entité survivante après la fusion, avec Marvelous Entertainment Inc. renommé en Marvelous AQL Inc. le jour de la fusion,.
Le 22 décembre 2011, MarvelousAQL Inc. a annoncé la création du département des affaires à l'étranger, avec des investissements de Checkpoint Studios Inc., en remplacement de la salle de stratégie globale, qui s'est dissoute le 1er janvier 2012.
Le 25 octobre 2012, MarvelousAQL Inc. a annoncé sa cotation d'actions sur la première section de la Bourse de Tokyo, entrant en vigueur le 1er novembre 2012.
Le 1er janvier 2013, MarvelousAQL Inc. a créé la division commerciale de divertissement. La division commerciale et la division de développement des contenus numériques de l'entreprise ont été transférées dans une division commerciale de divertissement et ont été renommées division de développement de divertissement.
Le 1er février 2013, MarvelousAQL Inc. a créé la division commerciale des contenus numériques.
Le 1er juillet 2014, MarvelousAQL Inc. a été renommé en Marvelous Inc.
Le 13 mars 2015, il a été annoncé que Marvelous acquerrait la société de jeux mobiles G-MODE (ja). Cela inclut Data East IP que G-MODE a acheté en 2004. Cela inclut le catalogue de Data East qu'avait racheté G-MODE en 2004.

## Filiales

### Filiales actuelles
- Marvelous USA: À la base une filiale de report de AQ Interactive, Inc. en tant que XSEED JKS, Inc. (aussi appelé XSEED Games). Le 7 mai 2013, MarvelousAQL Inc. a annoncé le renommage de XSEED JKS, Inc. en Marvelous USA, Inc.[15], après avoir acheté l'unité d'affaires en ligne de Index Digital Media, Inc. et transférée à XSEED JKS, Inc. le 31 mars 2013[16].

- Marvelous Europe: Le 22 décembre 2011, MarvelousAQL Inc. a annoncé la mise en place d'une MAQL Europe Limited entièrement possédée en tant que développeur et opérateur de jeu en ligne et de contenu mobile à Tunbridge Wells, au Royaume-Uni, en avril 2012[17]. MAQL Europe, sous la marque 'Marvelous Games' a publié plusieurs titres mobiles, dont RunBot, Eyes Attack, Puzzle Coaster, Conquest Age et Wurdy.

- G-MODE Corp.: Est devenue une filiale de Marvelous depuis avril 2015[5].

- Delfisound Inc.: Un studio d'enregistrement qui a participé à la production d'un certain nombre d'albums, de drama CD et de bandes sonores depuis sa création en 2005. Liveware Inc. en avait fait l'une de ses filiales en mars 2011[5].

- HONEY PARADE GAMES Inc.: une nouvelle filiale de Marvelous fondée en mai 2017[5].

### Anciennes filiales
- Entersphere Inc. (株式会社エンタースフィア, Kabushikigaisha Entāsufia?): Le 21 décembre 2011, Marvelous AQL Inc. a annoncé qu'Entersphere Inc. devenait une filiale de MarvelousAQL Inc.[18]. Entersphere Inc. est devenue une filiale de Marvelous AQL Inc., le 11 janvier 2012[19]. Le 17 janvier 2013, Entersphere Inc. est relocalisé à Shinagawa, à Tokyo[20]. En juin 2015, Marvelous a vendu toutes les actions d'Entersphere Inc.[5].

- Artland, Inc. (株式会社アートランド, Kabushiki-gaisha Ātorando?): Une ancienne filiale de production d'anime de Marvelous Entertainment Inc., celle-ci est absorbée en avril 2015 par Marvelous[5]. En juillet 2017, il a été signalé que la société a été fermée après des difficultés financières[21]. Cependant cela a été réfuté par Kuniharu Okano, le président du studio, qui a déclaré que « l'entreprise cherchait à obtenir de l'aide à une réorganisation »[22].

- LINKTHINK Inc. (株式会社リンクシンク, Kabushikigaisha Rinkushinku?): Une ancienne filiale de report d'AQ Interactive, Inc., celle-ci fut absorbée en juin 2017[5].

## Jeux vidéo

### Nintendo 3DS
- Lord of Magna : Maiden Heaven
- Kaio: King of Pirates (développé par Comcept)
- Harvest Moon 3D: A New Beginning
- PoPoLoCrois Bokumonogatari
- Rune Factory 4 (développé par Neverland)
- Senran Kagura
- Senran Kagura Burst: Guren no Shōjo-tachi
- Senran Kagura 2: Shinku
- Story of Seasons
- Story of Seasons: Trio of Towns

### Nintendo Wii
- Course à la fortune
- Harvest Moon: Parade des Animaux
- Harvest Moon : L'Arbre de la Sérénité
- No More Heroes
- No More Heroes: Desperate Struggle (développé par Grasshopper Manufacture)
- Rune Factory Frontier (développé par Neverland)
- Rune Factory: Oceans (développé par Neverland)
- Valhalla Knights: Eldar Saga

### Nintendo Switch
- DaemonXMachina
- Fate/EXTELLA: The Umbral Star
- No More Heroes
- No More Heroes: Desperate Struggle (développé par Grasshopper Manufacture)
- Peach Ball: Senran Kagura
- Shinobi Refle: Senran Kagura
- Travis Strikes Again: No More Heroes

### PlayStation 3
- No More Heroes (développé par Grasshopper Manufacture feelplus)
- No More Heroes : Heroes' Paradise (édité par Konami et développé par Grasshopper Manufacture)
- Rune Factory: Oceans
- Nitroplus Blasterz: Heroines Infinite Duel (développé par Examu et co-publié avec nitro+)

### PlayStation Portable
- English Detective Mysteria
- Fate/Extra
- Fate/Extra CCC
- Valhalla Knights
- Valhalla Knights 2

### PlayStation Vita
- Browser Sangokushi Next (PlayStation Network)
- IA/VT Colorful
- Muramasa: Rebirth
- New Little King's Story (développé / édité par Konami)
- Senran Kagura Bon Appétit!
- Senran Kagura Shinovi Versus: Shōjo-tachi no Shōmei
- Soul Sacrifice (co-développé avec SCE Japan Studio)
- Soul Sacrifice Delta (co-développé avec SCE Japan Studio et Comcept)
- Uppers
- Valhalla Knights 3 (développé par K2 LLC)
- Valhalla Knights 3 Gold
- Half-Minute Hero: The Second Coming (développé par Opus)
- Senran Kagura: Estival Versus
- Fate/EXTELLA: The Umbral Star
- Net High
- Fate/EXTELLA LINK

### PlayStation 4
- Senran Kagura: Estival Versus
- Nitroplus Blasterz: Heroines Infinite Duel (développé par Examu et co-publié avec nitro+)
- Fate/EXTELLA: The Umbral Star
- Fate/EXTELLA LINK
- Senran Kagura: Peach Beach Splash

### Xbox 360
- No More Heroes
- No More Heroes : Heroes' Paradise (édité par Konami et développé par Grasshopper Manufacture)

### Jeux sur navigateur
- Logres of Swords and Sorcery

### Windows
- DaemonXMachina
- Half-Minute Hero: Super Mega Neo Climax Ultimate Boy
- Skullgirls[23]
- Half-Minute Hero: The Second Coming (développé par Opus)

### Jeux mobiles
- RunBot (développé par Bravo Game Studios)[24]
- Puzzle Coaster (développé par Bravo Game Studios)[25]
- Eyes Attack (développé par Alexander Murzanaev)[26]
- Shimamatsu Yokubari NEET Island (co-développé avec D-Techno)[27]

### Arcade
- Wacca

## Anime
- Aura: Maryūinkōga Saigo no Tatakai
- Nekogami Yaoyorozu
- Suite PreCure♪: Torimodose ! Kokoro ga Tsunagu Kiseki no Melody
- Jinrui wa Suitai Shimashita
- (The) Prince of Tennis II
- Princess Tutu
- Ring ni Kakero 1: Shadow
- Saint Beast: Kouin Jojishi Tenshi Tan
- Senran Kagura
- Tokyo Demon Campus
- Tokyo Majin Gakuen Kenpucho: Tou 2nd Act
- We Without Wings: Under the Innocent Sky